# Пекович, Бранко
Бра́нко Пе́кович (серб. Бранко Пековић / Branko Peković, 7 мая 1979, Белград, Сербия) — сербский и казахстанский ватерполист и тренер, центральный нападающий, игрок сборных Казахстана и Сербии, бронзовый призёр Олимпийских игр 2008 в Пекине, чемпион Европы (2001, 2006), победитель Мировой лиги (2006, 2008). Чемпион Азиады 2014 года. Чемпион Европы среди юниоров (1996, 1998), бронзовый призёр чемпионата мира среди юниоров 1999 года.
Завершив карьеру, работал тренером юношеских команд «Црвены звезды», а весной 2021 года возглавил «Стари-Град», но не смог уберечь его от вылета из Суперлиги Сербии.

## Достижения
- Чемпион Союзной Республики Югославия: 1999/2000, 2000/01
- Обладатель Кубка Союзной Республики Югославия: 1999/2000, 2000/01
- Чемпион России: 2004/05, 2005/06
- Победитель Лиги чемпионов ЛЕН: 1999/2000